# Unterseeboot 29 (1936)
Pour les articles homonymes, voir Unterseeboot 29.
Le Unterseeboot 29 est un sous-marin allemand du type VII.A, de la Kriegsmarine de la Seconde Guerre mondiale.
Il est commandé dans le cadre du plan Z le 1er avril 1935 en violation du traité de Versailles qui proscrit la construction de ce type de navire par l'Allemagne.

## Historique
Mis en service le 29 août 1936, l'U-29 a servi de 1936 à 1939.
Il réalise sa première patrouille de guerre, quittant le port de Wilhelmshaven, le 19 août 1939, sous les ordres du Kapitänleutnant Otto Schuhart pour une mission dans l'Atlantique Nord à l'ouest de l'Irlande. Il revient à Wilhelmshaven le 26 septembre 1939 après 39 jours en mer et après avoir coulé trois navires marchands et le porte-avions HMS Courageous de la Royal Navy pour un total de 41 905 tonneaux.
Sa septième et dernière mission, du 26 octobre au 3 décembre 1940, soit 39 jours en mer, le mène de Lorient à Wilhelmshaven.
Puis, à partir du 2 janvier 1941, l'U-29 est relevé de ses fonctions de première ligne et sert à l'entrainement des équipages, dans la 24., 23. et 21. Unterseebootsflottille et ce jusqu'en avril 1944.
Puis il est utilisé comme ponton ou comme plate-forme d'artillerie jusqu'à la fin de la guerre.

Il est sabordé dans la Baie de Kupfermühlen à l'est de Flensburg, le 4 mai 1945. L'épave est démantelée en 1948.

## Affectations
- Unterseebootsflottille Saltzwedel du 16 novembre 1936 au 31 août 1939 (Flottille de combat).
- 2. Unterseebootsflottille du 1er septembre 1939 au 31 décembre 1939 (Flottille de combat).
- 2. Unterseebootsflottille du 1er janvier 1940 au 1er janvier 1941 (Flottille de combat).
- 24. Unterseebootsflottille du 2 janvier 1941 au 30 juin 1942 (Flottille d'entraînement).
- 24. Unterseebootsflottille du 1er novembre 1942 au 31 août 1943 (Flottille d'entraînement).
- 23. Unterseebootsflottille du 1er septembre 1943 au 30 novembre 1943 (Flottille d'entraînement).
- 21. Unterseebootsflottille du 1er décembre 1943 au 17 avril 1944 (Flottille d'entraînement).

## Commandements
- Kapitänleutnant Heinz Fischer du 16 novembre 1936 au 31 octobre 1938
- Georg-Heinz Michel du 1er novembre 1938 au 3 avril 1939
- Kapitänleutnant Otto Schuhart du 4 avril 1939 au 2 janvier 1941
- Oberleutnant zur See Georg Lassen du 3 janvier 1941 au 14 septembre 1941
- Heinrich Hasenschar du 15 septembre 1941 au 5 mai 1942
- Oberleutnant zur See Karl-Heinz Marbach du 6 mai 1942 au 30 juin 1942
- Oberleutnant zur See Rudolf Zorn du 15 novembre 1942 au 20 août 1943
- Oberleutnant zur See Eduard Aust du 21 août 1943 au 2 novembre 1943
- Oberleutnant zur See Ulrich-Philipp Graf von und zu Arco-Zinneberg du 3 novembre 1943 au 17 avril 1944

Nota: Les noms de commandants sans indication de grade signifie que leur grade n'est pas connu avec certitude à notre époque à la date de la prise de commandement.

## Navires coulés
L'Unterseeboot 29 a coulé 12 navires marchands pour un total de 67 277 tonneaux et un navire militaire de 22 500 tonneaux au cours de ses sept patrouilles (219 jours en mer) qu'il effectua.
| Navires coulés par le U-29 |                   |                        |          |
| Date                       | Navire            | Pavillon               | Tonnage  |
| 8 septembre 1939           | Regent Tiger      | Royaume-Uni            | 10 176 t |
| 13 septembre 1939          | Neptunia          | Royaume-Uni            | 798 t    |
| 14 septembre 1939          | British Influence | Royaume-Uni            | 8 431 t  |
| 17 septembre 1939          | HMS Courageous    | Royal Navy             | 22 500 t |
| 3 mars 1940                | Cato              | Royaume-Uni            | 710 t    |
| 4 mars 1940                | Pacific Reliance  | Royaume-Uni            | 6 717 t  |
| 4 mars 1940                | Thurston          | Royaume-Uni            | 3 072 t  |
| 16 mars 1940               | Slava             | Royaume de Yougoslavie | 4 512 t  |
| 26 juin 1940               | Dimitris          | Grèce                  | 5 254 t  |
| 1er juillet 1940           | Adamastos         | Grèce                  | 7 466 t  |
| 2 juillet 1940             | Athellaird        | Royaume-Uni            | 8 999 t  |
| 2 juillet 1940             | Santa Margarita   | Panama                 | 4 919 t  |
| 25 septembre 1940          | Eurymedon         | Royaume-Uni            | 6 223 t  |